# گمینا تسمولاس
گمینا تسمولاس (به لهستانی:  Gmina Cmolas) یک گمینا در لهستان است که در شهرستان کولبوشووا واقع شده‌است. گمینا تسمولاس ۱۳۴٫۰۶ کیلومتر مربع مساحت و ۷٬۸۷۴ نفر جمعیت دارد.